# 곰앤컴퍼니
곰앤컴퍼니(GOM & Company)는 2000년 봄, 팝폴더라는 웹하드 업체로 시작해 큰 성공을 거두며 게임 관련 사업에 진출했으나 2006년 곰플레이어를 기반으로한 곰TV 서비스를 출시한 이후 사업 역량 집중을 위해 팝폴더 및 게임 사업 부분을 분리, 정리하고  현재 인터넷 TV 플랫폼 사업에 중심을 두고 있다. 2006년 MBC 게임의 스타크래프트 리그인 MSL을 3시즌 연속 스폰서해 e스포츠 시장에서 인지도를 크게 높인 후 이벤트 대회 슈퍼 파이트를 통해 기존 케이블TV에서 보여줄 수 없었던 선수 개인 화면 제공과 함께 임요환과 마재윤의 대결을 성사시켜 큰 인기를 모았으며 2008년 봄부터는 TG삼보와 인텔의 후원을 받아 자체 제작 스타크래프트 리그인 TG-삼보 인텔 클래식을 출범시켜 인터넷 게임 방송에 본격 진출했다. 2010년 5월 블리자드 엔터테인먼트의 e스포츠 사업 독점파트너로 선정되며 세계 최초의 스타크래프트 II 공식 리그인 글로벌 스타크래프트 II 리그의 출범을 발표하였다.

## 개요
- 대표이사: 이병기
- 주사업분야: 인터넷서비스, 소프트웨어, 정보가전, 방송물 제작 및 판매
- 설립일: 1999년 2월 11일
- 주소: 서울특별시 강남구 개포로 216 곰앤컴퍼니빌딩

## 주요 사업
- 곰플레이어
- 곰오디오
- 곰TV
- 곰녹음기
- 곰인코더
- 곰DJ
- 곰주소창검색
- 뉴스컬처

## 연혁
- 1999년 2월 ㈜그래텍 설립
- 2000년 2월 개인용 웹하드의 원조격인 "팝데스크" 서비스 오픈
- 2000년 5월 개인용 웹스토리지 '팝폴더' 1G 서비스 오픈
- 2000년 10월 멀티플랫폼 네트워크게임 '깨미오' 서비스 오픈
- 2001년 4월 '팝데스크' 신규버전(v2) 오픈 및 유료화 사업 개시
- 2001년 12월 한국인터넷기업협회 기술개발부문 공로대상 수상
- 2002년 4월 유무선 연동 모바일 게임 국내 최초 개발, 출시
- 2002년 10월 '팝폴더' 100기가 서비스 오픈
- 2002년 11월 팝데스크 특허 등록
- 2003년 1월 "곰플레이어" 출시
- 2003년 7월 '팝데스크' 제5차 한국산업의 인터넷파워(KWPI) 웹스토리지 1위
- 2003년 10월 2003 벤처 기업 대상 '국무총리표창' 수상
- 2004년 6월 팝데스크, 엔터테인먼트 포털 사이트 아이팝으로 개편
- 2004년 7월 모바일 '메이플스토리' 서비스
- 2004년 9월 '곰오디오' 출시
- 2004년 10 Gretech Japan 설립
- 2005년 1월 곰플레이어, 특허청 100대 우수특허제품대상 우수상 수상
- 2005년 6월 곰플레이어 누적 다운로드 2,000만건 돌파
- 2005년 11월 온라인 대전액션게임 '젬파이터'클로즈 베타 서비스 실시
- 2005년 11월 곰플레이어 일본 최대 다운로드 사이트 벡터(www.vector.co.jp) 다운로드 1위
- 2005년 11월 그래텍 Japan 파일뱅크 '2006년 인터넷을 즐기는 일본 6대 키워드' 선정
- 2006년 1월 곰플레이어 Version 2.0 베타 버전 출시(곰TV 서비스 실시)
- 2006년 1월 곰플레이어 중국 진출(www.gomplayer.com.cn)
- 2006년 3월 인터넷 TV 서비스 '곰TV' 오픈
- 2006년 5월 온라인 대전액션게임 '젬파이터'정식 서비스 실시
- 2006년 7월 곰플레이어, 국내 멀티미디어 주간사용자 1위
- 2006년 12월 곰TV MSL 공식 후원 / 곰TV 교육 채널 '곰스쿨' 정식 서비스 오픈
- 2006년 12월 디지털 이노베이션대상 대통령상 / 대한민국 인터넷대상 국무총리상
- 2006년 12월 올해의 인터넷기업대상 대상 수상
- 2007년 8월 곰오디오, 윈엠프 제치고 음악 재생플레이어 이용자 수 1위
- 2008년 3월 스타크래프트 리그 'TG삼보 인텔 클래식' 출범
- 2010년 9월 스타크래프트 II 리그 '글로벌 스타크래프트 II 리그' 출범
- 2015년 8월 아프리카TV로부터 곰TV 강남 스튜디오와 글로벌 스타크래프트 II 리그를 양도하여 E스포츠 사업 종료
- 2017년 3월 회사명을 그래텍에서 '곰앤컴퍼니'로 변경[1]

## 관련 기사
- TG삼보-인텔 클래식 2008 시즌3 개막
- 그래텍, 곰TV로 무게중심 이동
- 그래텍, 곰TV PMP 다운로드 서비스 개시